# Jacques Pellegrin (zoologiste)
Pour les articles homonymes, voir Jacques Pellegrin et Pellegrin.
Jacques Pellegrin est un zoologiste français, né le 12 juin 1873 à Paris (6e arrondissement) et mort le 12 août 1944 dans cette même ville.

## Biographie
En 1894, après des études d’histoire naturelle, il devient préparateur à la chaire de zoologie (reptiles et poissons) du
Muséum national d'histoire naturelle de Paris auprès de Léon Vaillant (1834-1914).
Il obtient son doctorat de médecine en 1899 et de sciences en 1904. En 1908, Il est nommé assistant attaché à la même chaire.
Il fait de nombreuses missions à l’étranger avant de devenir, en 1927, sous-directeur du Muséum, puis, en 1937, il remplace Louis Roule (1861-1942) à la chaire d’herpétologie et d’ichtyologie du Muséum.
Il publie plus de six cents articles et livres scientifiques et décrit près de 350 espèces nouvelles.
En 1917, il devient le président de la Société zoologique de France.